# ヒストリー・オブ・ゲイシネマ
『ヒストリー・オブ・ゲイシネマ』（原題：Schau mir in die Augen, Kleiner、英：Here's Looking At You, Boy）は、2007年に製作されたドイツ・オランダ・フィンランド・オーストラリア合作のドキュメンタリー映画。

## キャスト
- ガス・ヴァン・サント
- グィネヴィア・ターナー
- ジェローン・クラッベ
- ジョン・ウォーターズ
- スティーヴン・フリアーズ
- ティルダ・スウィントン
- ストック・フッテージ（クレジットなし）
- カトリーヌ・ドヌーヴ
- カルメン・マウラ
- キアヌ・リーブス
- ケヴィン・ゼガーズ
- ジェイク・ジレンホール
- ジミー・ソマーヴィル
- スティーヴ・ブシェミ
- ダニエル・デイ＝ルイス
- ディヴァイン
- テレンス・スタンプ
- ヒース・レジャー
- ヒューゴ・ウィーヴィング
- ファニー・アルダン
- フェリシティ・ハフマン
- ライナー・ヴェルナー・ファスビンダー
- リヴァー・フェニックス
- ルパート・エヴェレット
- ユルゲン・プロホノフ

## 上映
- 2008年（第17回）東京国際レズビアン&ゲイ映画祭（7月19日・ジャパンプレミア）[1]
- 2009年（第4回）関西クィア映画祭（1月25日）[2]